# آرنالدو سنتیمنتی
آرنالدو سنتیمنتی (انگلیسی: Arnaldo Sentimenti؛ ۲۴ مه ۱۹۱۴ – ۱۲ ژوئن ۱۹۹۷) بازیکن فوتبال اهل ایتالیا بود.
از باشگاه‌هایی که در آن بازی کرده‌است می‌توان به باشگاه فوتبال کارپی، باشگاه فوتبال مودنا، باشگاه فوتبال پالرمو، و باشگاه فوتبال ناپولی اشاره کرد.